# Отпугиватели птиц
Отпугиватели птиц — устройства, используемые в современном мире для контроля и отпугивания птиц от мест, где их присутствие нежелательно или недопустимо (аэродромы, поля).

## Пугало
Проблема отпугивания птиц родилась в глубокой древности. Одним из древнейших средств отпугивания птиц стали пугала в виде человеческой фигуры. Эта идея используется и по сей день. Кроме пугала, имитирующего человека, птиц отпугивают яркие ленты, полоски фольги на леске крутящиеся на ветре, воздушные шары и другие формы пугал. Однако этот метод имеет невысокую эффективность, учитывая, что некоторые птицы быстро привыкают к пугалам, перестают их бояться, и даже садятся на них.

## Биоакустические устройства
Современное биоакустическое устройство представляет собой передвижной комплекс, генерирующий тревожный сигнал по алгоритмам специальной программы. В основе её работы лежит воспроизведение тревожных криков птиц. Сигнал тревоги отпугивает птиц в радиусе до полукилометра и предотвращает скопление птиц на летном поле аэродрома.

## Воздушные змеи
Многие виды птиц боятся хищников, особенно хищных птиц. Воздушные змеи, сделанные в виде силуэтов хищных птиц и соответственно раскрашенные, запускают над полями. Такие искусственные ястребы и совы могут надежно защитить большие площади сельскохозяйственных угодий.

## Отпугивание лазером
Применение лазера может эффективно отпугивать птиц, хотя некоторые птицы не реагируют на него. Такое оборудование стоит дорого и требует специальной подготовки в использовании. Особенно эффективно действие на рассвете и закате. Менее эффективно в ночное время и при первом вылете птиц на рассвете. Метод основан на том, что птицы боятся сильного контраста освещенности и лазерного луча. В условиях низкой освещенности, метод носит весьма избирательный характер. Хотя можно подобрать частоту и длину волн, которую отдельные виды птиц не переносят, но поскольку ночью свет виден на большие расстояния, это не практикуется в силу понятных причин.

## Отпугивание мертвыми птицами
Модели или по-настоящему мертвые птицы используется как сигналы опасности для других. Неподвижные модели менее эффективны. Такой метод часто используется в аэропортах, чтобы отогнать чаек от взлетающих самолётов.

## Газовые пушки

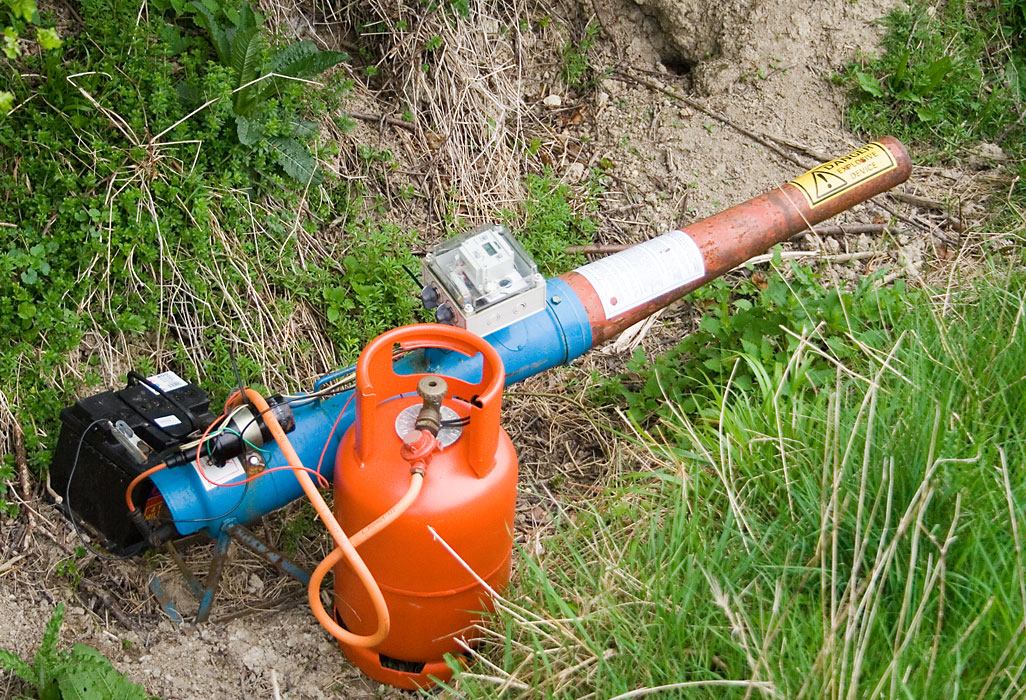
Газовая пушка

Один из самых популярных методов отпугивания птиц нашего времени — газовые пушки, которые производят взрыв, громкость которого достигает 150 децибел.
Газовые (пропановые) отпугиватели птиц — это абсолютно новое, экологически невредное и эффективное средство по борьбе с птицами и дикими животными. Они созданы для устрашения птиц и вредителей на полях, складах, зернохранилищах, фермах по разведению рыбы, в садах. Отпугивающее действие осуществляется посредством имитации выстрела.
В основе функционирования этих устройств заложен звуковой способ воздействия на птиц. Пропановая пушка позволяет эффективно и этично бороться с птицами. Она используется в некоторых странах мира на самых различных открытых объектах и полузакрытых помещениях. Отпугиватели не требует обслуживания и предназначены для долговечной беспрерывной эксплуатации.

## Акустические репелленты
Эксперименты по отпугиванию птиц при помощи магнитофонной записи "крика опасности" и динамика были начаты в 1954 году, с 1956 года по задаче военных и гражданских ведомств в США, Великобритании и Голландии началось финансирование разработки устройств для защиты аэродромов, однако автоматизированная мобильная установка (установленная на автомашине) была создана Парижским институтом агрономических исследований во Франции.
Акустическое (звуковое) отпугивание птиц является самым гуманным и эффективным, а во многих случаях — единственно удовлетворительным способом защиты различных объектов от вреда, который может быть нанесен птицами во время их жизнедеятельности.

## Ультразвуковые отпугиватели
Ультразвуковые электронные устройства отпугивают птиц, оставаясь неслышимыми для людей. Преимущество данного метода — отсутствие беспокойства для людей. Недостаток метода — некоторые люди (дети, подростки) слышат ультразвук, также у многих он вызывает дискомфорт и головную боль. Однако, более современные отпугиватели, такие как Sititek Пегас, размещаются высоко и ультразвук распространяется только на птиц и не воздействуют на людей. Помимо этого, такие отпугиватели, как Birdchaser работают не по принципу ультразвука: они издают звуки, имитирующие крики хищных птиц, которые легко прогоняют любых представителей семейства птичьих — от воробьев до более крупных особей. Разумеется, они безвредны для человека.

## Отпугивание собаками
Эффективным оказалось отпугивание птиц собаками. Они представляют опасность для птиц. Привыкание здесь маловероятно, поскольку поведение собак непредсказуемо.
Международный аэропорт во Флориде стал первым аэропортом в мире, где использовалась дрессированная собака для отпугивания птиц. После этого количество птиц снизилось, а большинство оставшихся живёт в дренажных канавах вдалеке от взлетно-посадочной полосы.
Недостаток метода с дрессированными собаками заключается в том, что кардинально проблема нахождения на территории птиц не решается: птицы возвращаются, как только собака покидает охраняемую ей территорию. Это создает ситуацию, при которой собака должна постоянно находиться на территории, что требует определённых затрат.

## Хищники
Большинство птиц боится соколов, сов и ястребов. При виде хищной птицы они собираются в стаю и пытаются летать выше. Если это невозможно, птицы навсегда покидают данный район.

## Радиомодели воздушных судов
Радиомодели самолётов использовались с начала 1980-х годов для того, чтобы напугать птиц над аэродромами. Также были попытки использования в сельскохозяйственных районах и свалках. Этот метод оказался очень эффективным и в настоящее время им активно пользуются.

## Фейерверки
Фейерверк может быть также использован как отпугиватель птиц.

## Оптический гель
Метод воздействия на птиц, при котором используется механика зрения птиц. Птицы принимают гель за огонь и улетают.